# Ellekilde Auktioner A/S
Ellekilde Auktioner A/S var et dansk auktionsfirma i Bredgade i København. Firmaet blev grundlagt 1993 af kunsthandler Svend Erik Olsen (f. 1947), som var virksomhedens enejer og direktør. Firmaet er opkaldt efter Ellekilde på Sjællands nordkyst.
Forretningen afholdt regelmæssigt internationale kunstauktioner over såvel antikviteter som moderne møbler og kunst, ligesom firmaet også afholdt onlineauktioner på Internet. Ellekilde blev pr. 1. september 2006 købt af Bruun Rasmussen Kunstauktioner A/S.
I 2010 blev den tidligere direktør idømt 1 års ubetinget fængsel ved Østre Landsret for bedrageri som følge af håndteringen af et maleri af André Derain, Paysage à l'Estaque (1906) tilbage i 2004.